# Хушаб (округ)
Хушаб (урду  ضِلع خُوشاب‎, англ. Khushab District) — один из 36 округов пакистанской провинции Пенджаб. Административный центр — город Хушаб.

## География
Хушаб граничит с округами Бхаккар и Джанг на юге, с округом Миянвали на западе, с округом Чаквал на севере, с округами Джелам и Саргодха на востоке.

## Техсилы
Хушаб занимает площадь 6511 км² и разделен на три техсила:
- Хушаб
- Куэйдабад
- Нурпур-Тхал